# 356
Năm 356 là một năm trong lịch Julius. 